# Балканска царица (драма)
Балканска царица је драма у 3 чина с певањем, коју је написао Никола I Петровић Његош 1884. године и сматра се његовим најзначајнијим делом. То је романтична драма која историјски садржај пројектује у модеран државотворни концепт. Прво извођење на сцени било је на Цетињу 2. јануара 1884. по старом, односно 14. јануара по новом календару. Тада на Цетињу још увек није било позоришне зграде, па су се представе изводиле по кућама све до 1888. године када је отворен Зетски дом. Управо Балканска царица била је представа којом је ово позориште отворено.
Драма је изазвала невероватно одушевљење, како у Црној Гори тако и шире. За њу је завладало још веће интересовање када је 1886. објављена и у штампаном облику и у наредних 30 година преведена је на више од 10 европских језика. У позоришту Синђелић у Нишу премијерно је изведена 1892, у Српском народном позоришту премијера је била 3. (по старом календару) односно 15. априла 1895, а у Београду 18. октобра 1908. године.
Делови драме Балканска царица послужили су за либрето истоимене опере коју је компоновао италијански композитор Дионизије Де Сарно Сан Ђорђо 1890. године.

## О драми
Балканска царица је романтично-патриотска драма са страсно израженом љубављу према домовини. Историјска и легендарна тема ове драме ослања се на народно предање. Основа драме је како историјска, тако и сентиментална трагедија, односно „страст храбрости и страст љубави”. Аутор враћа у живот запамћене историјске ликове, али ствара и имагинарне по узору на историјске. Нужан исход борбе осећања дужности и осећања љубави је победа осећања дужности, што је била морална константа народа на простору Балкана тог времена. Зато је ово дело постало врло популарно и веома дуго слављено, како у Црној Гори, тако и на Балкану, али и у иностранству, много више него и једно те врсте наше драмске књижевности.
Данас се сматра да је Балканска царица најважније од свих драмских дела краља Николе. Ово своје најпознатије дело Никола I почео је да пише крајем 1881. или почетком 1882. године. Забележено је да је прву верзију драме читао Јовану Јовановићу Змају у јесен 1882. године у Бечу. Тада је она била једночинка у две радње, односно читаву драму је чинио само садашњи други чин. Под утицајем важних актуелних догађаја  (удајa ћерке Зорке, путовањe у Цариград у посету султану), такође охрабрен од стране Змаја, а нарочито по савету слушалаца приликом вечерњих дворских посела у његовој резиденцији Оџаклији на Цетињу, аутор је свој основни рад прерадио. Проширио је већ написани чин и допунио га првим и трећим. Тако је у коначној форми настала драма у три чина — „три радње”. Први чин има три појаве, други пет, а трећи четири. У овом облику Балканска царица је довршена 1884, на четристогодишњицу подизања Манастира Црнојевића. Поред осталог, тај велики историјски датум Никола I је обележио овом драмом и изградњом дворске цркве на рушевинама манастира на Ћипуру.
Први одломци Балканске царице објављени су у књижевном часопису Црногорка, који је излазио на Цетињу 1884/85. године. У целини је штампана на Цетињу 1886. године, а пре другог издања (Нови Сад, 1894) објављена је и у Трсту, 1891. године.
Књижевник Симо Матавуљ је био један од актера у драми када је први пут изведена 1884. на Цетињу, а касније и у изведби на отварању Зетског дома 1888. У својим недовршеним мемоарима Биљешке једног писца он о самој драми износи мишљење да је прва, непроширена верзија Балканске царице „складнија и од јачег утиска од потоње”, али наводи и жељу аутора да тим проширењем „поглавито пак да буде што више пригоде и прилике патриотским тирадама и декламацијама, да узбуде што је могуће више алегорије ондашњем политичком стању и народним тежњама.”
Међутим, о самом извођењу драме на сцени Матавуљ пише:
| „ | Други пјесник у наше вријеме није славио такву побједу ... нити доживио такве тренутке у којима душа цијеле гомиле тако потпуно вибрира с његовом заједно, у којима међу мноштвом нема других мисли ни осјећања до оних који су се у њему зачели и развили! ... И ја, ево признајем да никад послије нисам доживио тако интензивних емоција, иако сам имао прилике да се дивим великим глумцима и правим чудесима глумачке вјештине. | ” |

### Историјски контекст у ком је драма настала
Време настанка је период мирнијег живота у Црној Гори, па су за црногорског владара тада наступили срећнији дани већих нада и очекивања. У периоду мира, после тек завршеног црногорско-турског рата 1876-1878, из ког је Црна Гора изашла као победник, удвостручивши своју територију, аутор је овом драмом желео да задовољи своје стваралачке амбиције и да нагласи своју улогу владара Црне Горе, која је служила као пример ослободилачке борбе против Турака свим јужнословенским народима. Као изразити романтичар, инспирацију је потражио у црногорској историји из времена владавине Ивана Црнојевића, крајем 15. века. Ова концепција се уклопила у тадашњу доминацију историјске драме на позоришним сценама Балкана, па и Европе 19. века.

## Главни ликови
- Иван-бег Црнојевић, господар Црне Горе и Зете
- Ђорђе Црнојевић, наследник престола
- Станко Црнојевић, војвода зетски, млађи син Иван-бегов
- Даница, Станкова вереница и ћерка властелина Перуна
- Кнез Перун, властелин зетски, отац Даницин
- Кнез Деан, властелин зетски
- Марта, Даницина другарица
- Ибраим-ага, посланик цара Мурата[16]

## Радња
Време радње: период владавине Ивана Црнојевића у Зети, између 1465. и 1490. године.
Тема: покрштавање Ивановог млађег сина Станка, војводе зетског, у ислам и трагична судбина његове веренице Данице — Балканске царице.
Радња: Главна јунакиња Даница је идеал Црногорске жене. Њен вереник Станко, Млађи син Ивана Црнојевића, славољубив је, себичан и тесно му је у малој Зети. Поред тога му је и тешко да поред себе има старијег брата Ђурђа. Препознавши такав његов карактер, Турци користе тај моменат и обећавају му круну целог Балкана. Улогу понуђача има турски представник Ибраим-ага који утиче на Станка. У колебању између крста и отаџбине с једне, и ислама са балканском круном с друге стране, Станко се одлучује за ово друго. Његовом издајству додаје се и трагична кривица јер убија кнеза Деана који покушава да га одвратити од издаје, чиме Станко прави дефинитиван раздор између себе и домовине.
Насупрот оваквом карактеру стоји главна личност драме, Даница – „Балканска царица”, идеалан лик и светли карактер и Станкова вереница. Њена љубав према вери и отаџбини побеђује велику љубав према веренику издајнику. На прекретници у Станковој одлуци између њих настаје сукоб који се завршава крвавим растанком. Станко рањава Даницу и бежи Турцима.
Бивши војвода од Зете, потурчени Станко, на челу турских трупа удара на Зету као турски паша. У крвавој борби код Љешкопоља Црногорци побеђују. Даница, као Косовка Дјевојка, превија рањенике на бојном пољу и наилази на рањеног Станка. У њој се сукобљавају два снажна осећања: љубав и мржња. После Станкове издаје обећала је своје имање и руку ономе ко ухвати издајника, али сада као да остаје верна својој првој љубави, и теши рањеног Станка. Када Станка однесу са бојишта, осећајући да више нема циљ у животу, Даница скаче у Морачу.

## Мотив
Mотив преласка Станка Црнојевића у ислам прво је обрадио народни гуслар. То је касније многим песницима била инспирација да опишу трагедију последњих Црнојевића, мада сви различито:
- У народној песми Женидба Максима Црнојевића син Ивана Црнојевића који се потурчио жени се „из Млетака”.
- По овом предању Лаза Костић је 1866. године написао драму Максим Црнојевић. Костићева драма послужила је касније Петру Коњовићу да према њој напише либрето за оперу Кнез од зете.[18]
- Овај мотив је присутан и у историјској драми Ђуре Јакшића Јелисавета (Јелисавета, кнегиња црногорска). Написао ју је 1863. под радним насловом Последњи Црнојевићи, али је касније, после консултација са Стојаном Новаковићем, који му је помогао и код штампања, променио наслов. Драма Јелисавета је штампана државној штампарији у Београду 1868. Код Ђуре Јакшића је мотив мало другачији. Према историјским чињеницама из Млетака је само Ђурђева жена, а млађи Станиша се потурчио и уз помоћ Турака напао брата.
- Са оваквом историјском концепцијом наступио је и Сима Милутиновић у Дики црногорској, објављеној 1835.
- Код књаза Николе узет је исти мотив у Балканској царици само што овде жена јунакиња није Млечанка већ Даница, властелинска ћерка, идеал Црногорске жене.[17]

## Преводи
Балканска царица је, током три деценије од објављивања, преведена на 11 европских језика и доживела је 20 преведених издања. Први превод био је на италијанском језику. Драму је превео Ћезаре Тондини Де Гварнеги, а превод објавио Глас Црногорца 1886.

## Сценска извођења
Балканска царица играна је, у целини или у одломцима, професионално или аматерски, на готово свим позоришним сценама земаља које су улазиле у састав некадашње Југославије, многим европским, као и у Сједињеним Америчким Државама. Поједине њене делове компоновали су Роберт Толингер, Стеван Мокрањац, Мирко Петровић Његош и други, а италијански композитор Дионизије Де Сарно Сан Ђорђо компоновао је истоимену оперу. Опера је у фебруару 1891. изведена у Трсту.

### Премијере Балканске царице
- Цетиње, 1884. — Пре изградње првог позоришта у Црној Гори цетињска и подгоричка позоришна дружина представе су изводиле по кућама, па је у тим условима први пут изведена и Балканска царица,[3] 2. јануара по старом, односно 14. јануара по новом календару. Играли су је у кући војводе Маша Врбице чланови Добровољног дилетантског друштва Цетињске читаонице, у режији Јована Павловића.[а] Главне улоге су На овом првом извођењу играли:
  - Станко Црнојевић – Јован Поповић Липовац
  - Кнез Перун – Јован Павловић
  - Кнез Деан – Томаш Вукотић
  - Даница – Софија Поповић
  - Марта – Марија Поповић
  - Иво – Марко Петровић
  - Угљеша – Симо Матавуљ[21]
- Цетиње, 1888. — Године 1888. на Цетињу је изграђено прво црногорско позориште, названо Зетски дом.[3] Отворено је на Никољдан, 5. децембра по старом календару, управо представом Балканска царица.[4] Занимљиво је да су у овом извођењу учествовали и Симо Матавуљ, овог пута у улози Ибраим-аге и Лаза Костић као војвода Лале. када је Зетском дому, после неколико година паузе када није имао функцију позоришта, враћена првобитна намена, као Књажевско, односно Краљевско црногорско народно позориште, као премијера је 16. маја 1910. поново била Балканска царица. Драма је обнављана на сцени Зетског дома више пута. У позоришној сезони 2007/08, 14. јула 2008. на сцену је постављена опера Балканска царица,[22] која је следеће сезоне играна и у Црногорском народном позоришту у Подгорици.[23]
- Ниш, 1892. — Премијерно извођење у позоришту Синђелић у Нишу.[6]
- Нови Сад, 1895. — У Српском народном позоришту драма је премијерно изведена 3. (по старом календару) односно 15. априла 1895. године у драматизацији Антонија Хаџића и режији Пере Добриновића, док је музику писао Хуго Доубек. У овом позоришту Балканска царица изведена је 43 пута.[2] Била је на сталном репертоару до 1906. године.
- Београд, 1908. — У београдском Народном позоришту драма је премијерно одиграна 18. октобра 1908. у режији Љубе Станојевића.[7] Обновљена је 1910.
- Загреб, 1910. — Драма Краљевског хрватског земаљског казалишта из Загреба премијерно је извела Балканску царицу на сцени Зетског дома 15. августа 1910, да би је исте године играла и на матичној позорници у Загребу 2. октобра и 13. новембра.[24]
- Скопље, 1914. — Народно позориште у Скопљу, тада под управом Бранислава Нушића, премијерно ју је приказало 27. јануара 1914.
- Сарајево, 1929. — У Народном позоришту Дринске бановине у Сарајеву ова драма премијерно се играла јуна 1929. године, а обнављана је децембра 1932. и октобра 1940. Сценска приказивања драме балканска царица готово у целини су библиографски забележена и обрађена у оквиру Цјелокупних дјела Николе I Петровића, књига шеста — Писма. Библиографија.[19]